# 常三島
常三島（じょうさんじま）は、徳島県徳島市の地形である。
常三島町（じょうさんじまちょう）はかつて常三島に存在した町で、範囲としては本来は常三島と同じである。

## 地理
南西を助任川、南東・東・北・北西を興源寺川・大岡川（同じ川が途中で名を変える）に囲まれ、半ば中州となった地域である。ただし西は助任と陸続きで、完全な中州ではなく半島状になっている。
渭北地区に属し、現在の町割では北から北常三島町・中常三島町・南常三島町に分かれる。ただし西縁は助任の一部と共に助任橋になっており、そこは現在では常三島あるいは常三島町にはあまり含めない。
南の助任新橋で内町地区の徳島町・中徳島町と、興源寺川・大岡川を越える多数の橋で助任本町・東吉野町・住吉と結ばれている。西では助任橋と陸続きである。

## 歴史
美濃出身の蜂須賀家家臣の武市常三 (?–1593) が、蜂須賀家政からこの地を与えられた。常三は湿地だったこの地を開拓し屋敷を構えた。このことからこの地を常三島と呼ぶようになった。
常三やその家臣が移り住んだため、常三島は武家の町となった。これに対し、西隣の助任町（現 助任本町）は町人の町屋だった。
明治初期までは名東郡常三島村だったが、1889年の徳島市市制施行により、徳島市の大字の常三島村となった。その後、常三島町となった。
1942年、助任橋通り沿いが助任本町の一部などと共に助任橋となり、残りは南北に3分され、北常三島町・中常三島町・南常三島町となった。

## 現在の町割
| \| 助 任 橋 \| \| 北常三島町 \| \| 助 任 橋 \| 中常三島町 \| \| \| 助 任 橋 \| 南常三島町 \| \| | かつての常三島のうち現在も町名に常三島が付く地域 かつての常三島のうち現在は町名に常三島が付かない地域 |            |
| 助 任 橋                                                                                        | | 北常三島町 |
| 助 任 橋                                                                                        | 中常三島町                                                                                            |            |
| 助 任 橋                                                                                        | 南常三島町                                                                                            |            |